# María Lorenza Barreneche
María Lorenza Barreneche Iriarte (Chascomús, 3 de julio de 1926-Ciudad de Buenos Aires, Argentina, 5 de enero de 2016) fue esposa del expresidente Raúl Alfonsín y por lo tanto, primera dama de la Argentina entre 1983 y 1989.

## Biografía
Era la hija de Felipe Barreneche Echaide (1898-1984) y de María Lorenza Iriarte Hospital (1898-1989), naturales ambos de Chascomús, y la mayor de tres hermanas (María Lorenza, Martha Antonia, y Olga Esther). Realizó sus estudios en una escuela de monjas. Conoció a su marido a mediados de la década de 1940, cuando ella tenía 19 años y estaba en una fiesta de carnaval. Con él, que iniciaba sus estudios en abogacía, se casó en Chascomús el 4 de febrero de 1949 y luego se radicaron en la provincia de Mendoza, teniendo seis hijos: Raúl Felipe (1949), Ana María (1950), Ricardo Luis (1951), María Marcela (1953), María Inés (1954), y Javier Ignacio (1956). Ricardo Luis se dedica a la política y fue diputado de la Provincia de Buenos Aires y candidato a gobernador de la misma en las elecciones de 2007. 
En 1955 acompañó a su marido en una comida de recibimiento que ofreció la comunidad vasca al lehendakari José Antonio Aguirre, que se mantuvo durante sus 23 años de mandato en el exilio. Fue calificada por diversos medios gráficos como la primera dama con más bajo perfil de la historia democrática argentina. La presencia permanente de Margarita Ronco –como secretaria privada– contrastaba con la discreción extrema de la esposa de Alfonsín, y aunque los rumores al respecto se multiplicaron, la convivencia entre las mujeres siempre fue más que cordial: «Hago mis llamadas a Olivos para contarle a María Lorenza si el presidente comió, si todo está en calma, es decir, si hay alguna ‘novedad en el frente», le aseguró a la revista Mujer en abril de 1984. Se incorporó naturalmente a la dinámica familiar: fanática del cine, recorría las salas de Avenida Santa Fe con las hijas del presidente.
En 1984 fue madrina de la corbeta ARA Parker de la Armada Argentina, botada en el Astillero Río Santiago de Ensenada.
En 1985 recibió la visita oficial del rey Juan Carlos I de España y Sofía de Grecia a la Argentina, y también estuvo junto a Ronald Reagan y Nancy, su esposa. Ese mismo año, fue enviada como huésped de la esposa del presidente de los Estados Unidos y recibió en la residencia presidencial al líder de la izquierda salvadoreña Guillermo Manuel Ungo.
Apodada La pueblerina, en una ocasión confesó que jamás se pudo acostumbrar al rol que debía ocupar en la política, y también expresó que había perdido su intimidad tras la asunción: «La quinta de Olivos es una gran jaula de oro. Nadie sabe cuánta soledad siente la primera dama», dijo. Siempre mantuvo un perfil bajo, más dedicada a su hogar que a la exposición pública. Durante el mandato de su marido, la vestía la reconocida modista Elsa Serrano y tuvo poca exhibición ante los medios. En su trabajo se destacó por su discreción y representó las ideas tradicionales de la familia e incluso, realizó una campaña contra la drogadicción. Sin embargo, una de sus últimas apariciones en público ocurrió en 1999 cuando asistió al funeral de la madre del exmandatario Fernando de la Rúa, Eleonora Bruno.
En 2004, una de sus nietas, Amparo, de 15 años, sufrió un accidente en el Colegio Jesús María debido a que se cortó una arteria con un vidrio y perdió la vida en el Hospital Fernández de un paro cardiorrespiratorio. En marzo de 2009, al fallecer su esposo, el expresidente Raúl Alfonsín, no pudo concurrir al funeral ni a la misa de cuerpo presente debido a su delicada salud: Barreneche padecía problemas de visión y serias dificultades para caminar que la obligaron a utilizar andador. Murió el 5 de enero de 2016 a los 89 años.